# District de Pavlodar
Le district de Pavlodar (en kazakh : Павлодар ауданы est un district de l'oblys de Pavlodar, situé au nord du Kazakhstan.

## Géographie
Le centre administratif du district est la ville de Pavlodar.

## Démographie
En 2013, le district a une population de 28 638 habitants.